# Чамка
Чамка — река в России, протекает в Уржумском районе Кировской области. Устье реки находится в 29 км по левому берегу реки Буй. Длина реки составляет 10 км.
Исток реки находится у починка Александровский в 18 км к северо-западу от Уржума. Река течёт на восток, протекает деревню Петрушино и впадает в Буй в деревне Зоткино.

## Данные водного реестра
По данным государственного водного реестра России относится к Камскому бассейновому округу, водохозяйственный участок реки — Вятка от города Котельнич до водомерного поста посёлка городского типа Аркуль, речной подбассейн реки — Вятка. Речной бассейн реки — Кама.
По данным геоинформационной системы водохозяйственного районирования территории РФ, подготовленной Федеральным агентством водных ресурсов:
- Код водного объекта в государственном водном реестре — 10010300412111100038188
- Код по гидрологической изученности (ГИ) — 111103818
- Код бассейна — 10.01.03.004
- Номер тома по ГИ — 11
- Выпуск по ГИ — 1